# Lury-sur-Arnon
Lury-sur-Arnon és un municipi francès, situat al departament de Cher i a la regió de Centre – Vall del Loira. L'any 2007 tenia 688 habitants.

## Demografia

### Població
El 2007 la població de fet de Lury-sur-Arnon era de 688 persones. Hi havia 294 famílies, de les quals 86 eren unipersonals (49 homes vivint sols i 37 dones vivint soles), 94 parelles sense fills, 106 parelles amb fills i 8 famílies monoparentals amb fills.
La població ha evolucionat segons el següent gràfic:
Habitants censats

### Habitatges
El 2007 hi havia 367 habitatges, 295 eren l'habitatge principal de la família, 32 eren segones residències i 40 estaven desocupats. 341 eren cases i 22 eren apartaments. Dels 295 habitatges principals, 235 estaven ocupats pels seus propietaris, 43 estaven llogats i ocupats pels llogaters i 17 estaven cedits a títol gratuït; 1 tenia una cambra, 21 en tenien dues, 44 en tenien tres, 92 en tenien quatre i 137 en tenien cinc o més. 217 habitatges disposaven pel capbaix d'una plaça de pàrquing. A 100 habitatges hi havia un automòbil i a 156 n'hi havia dos o més.

### Piràmide de població
La piràmide de població per edats i sexe el 2009 era:
| Homes | Edats   | Dones |
| ----- | ------- | ----- |
| 0     | 95 o +  | 0     |
| 0     | 90 a 94 | 4     |
| 4     | 85 a 89 | 8     |
| 0     | 80 a 84 | 0     |
| 40    | 75 a 79 | 16    |
| 12    | 70 a 74 | 36    |
| 12    | 65 a 69 | 8     |
| 16    | 60 a 64 | 8     |
| 16    | 55 a 59 | 20    |
| 20    | 50 a 54 | 8     |
| 36    | 45 a 49 | 28    |
| 12    | 40 a 44 | 28    |
| 40    | 35 a 39 | 36    |
| 12    | 30 a 34 | 24    |
| 24    | 25 a 29 | 16    |
| 16    | 20 a 24 | 12    |
| 20    | 15 a 19 | 12    |
| 16    | 10 a 14 | 32    |
| 32    | 5 a 9   | 28    |
| 4     | 0 a 4   | 16    |

## Economia
El 2007 la població en edat de treballar era de 441 persones, 341 eren actives i 100 eren inactives. De les 341 persones actives 292 estaven ocupades (161 homes i 131 dones) i 49 estaven aturades (23 homes i 26 dones). De les 100 persones inactives 38 estaven jubilades, 29 estaven estudiant i 33 estaven classificades com a «altres inactius».

### Ingressos
El 2009 a Lury-sur-Arnon hi havia 294 unitats fiscals que integraven 678 persones, la mediana anual d'ingressos fiscals per persona era de 17.760,5 €.

### Activitats econòmiques
Dels 39 establiments que hi havia el 2007, 4 eren d'empreses extractives, 1 d'una empresa alimentària, 1 d'una empresa de fabricació de material elèctric, 2 d'empreses de fabricació d'altres productes industrials, 6 d'empreses de construcció, 5 d'empreses de comerç i reparació d'automòbils, 5 d'empreses de transport, 2 d'empreses d'hostatgeria i restauració, 2 d'empreses d'informació i comunicació, 2 d'empreses financeres, 1 d'una empresa immobiliària, 6 d'empreses de serveis, 1 d'una entitat de l'administració pública i 1 d'una empresa classificada com a «altres activitats de serveis».
Dels 13 establiments de servei als particulars que hi havia el 2009, 1 era una gendarmeria, 1 oficina de correu, 1 una oficina bancària, 2 tallers de reparació d'automòbils i de material agrícola, 2 paletes, 1 guixaire pintor, 1 fusteria, 1 lampisteria, 1 electricista, 1 perruqueria i 1 restaurant.
Dels 2 establiments comercials que hi havia el 2009, 1 era una botiga de menys de 120 m² i 1 una fleca.
L'any 2000 a Lury-sur-Arnon hi havia 8 explotacions agrícoles que ocupaven un total de 800 hectàrees.

## Equipaments sanitaris i escolars
L'únic equipament sanitari que hi havia el 2009 era una farmàcia.
El 2009 hi havia una escola elemental.

## Poblacions més properes
El següent diagrama mostra les poblacions més properes.